# 203 (tal)
203 är det naturliga talet som följer 202 och som följs av 204.

## Inom vetenskapen
- 203 Pompeja, en asteroid

## Inom matematiken
- 203 är ett udda tal.
- 203 är ett semiprimtal
- 203 är ett glatt tal.
- 203 är ett Belltal.
- 203 är ett palindromtal i det ternära talsystemet.